# Zabok
Zabok is een stad een gemeente in Kroatië, in de provincie Krapina-Zagorje. In 2001 telde de gemeente Zabok 9365 inwoners.

## Geschiedenis
De naam Zabok komt voor het eerst voor in geschrifte in het jaar 1335, waarin het eigendom van Zabok aan Petar, de zoon van Nuzlin door de koning van Hongarije Karlo I werd gegeven. Zabok betekent Achter de bocht van de rivier, in dit geval de Krapinica. 

In 1792 werd de bouw van de kerk begonnen, die in 1805 eindigde.

## Overig
Zabok heeft een treinverbinding, en is gesitueerd langs de provinciale weg 24 en de snelweg A2/E59.

## Geboren
- Dominik Kotarski (2000), voetballer